# کارل اوئر فون ولسباخ
 کارل اوئر فون ولسباخ (آلمانی: Carl Auer von Welsbach؛ زاده ۱ سپتامبر ۱۸۵۸ درگذشته ۴ اوت ۱۹۲۹) یک دانشمند در زمینه شیمی اهل اتریش بود.